# Akoestische fonetiek
De akoestische fonetiek bestudeert de fysische en fysiologische eigenschappen van de spraakklanken, zoals de toonhoogte (trillingsfrequentie uitgedrukt in hertz), de intensiviteit (geluidssterkte, volume) en het timbre (klankkleur, klankkarakter).
Iedere klinker wordt gekenmerkt door versterkingen van bepaalde frequenties. Deze versterkingen worden formanten genoemd.